# European Bowl di korfball
L'European Bowl è il campionato europeo di korfball di serie B, giocato da quelle nazioni che sono riuscite a qualificarsi per il Mondiale.
| European Bowl di korfball |      |          |                                      |                   |               |                  |
|                           | Anno |          | Paese                                | Vincitori         | Secondo posto | Terzo posto      |
| I                         | 2005 | Dettagli | Catalogna                            | Catalogna         | Russia        | Portogallo       |
| II                        | 2007 | Dettagli | Lussemburgo e Serbia                 | Slovacchia        | Galles        | Serbia e Francia |
| III                       | 2009 | Dettagli | Lussemburgo (Ovest) Slovacchia (Est) | Galles Slovacchia | Scozia Serbia | Irlanda Turchia  |